# بيل أوتس
بيل أوتس (بالإنجليزية: Bill Oates)‏ هو مدرب كرة سلة أمريكي، ولد في 15 أكتوبر 1939.

## روابط خارجية
- بيل أوتس على موقع كلية كرة السلة في سبورتس رفرنس.كوم (الإنجليزية)